# Chevêchette cabouré
Glaucidium minutissimum
Espèce
Synonymes
- Strix minutissima Wied, 1821
(protonyme)

Statut de conservation UICN

 LC  : Préoccupation mineure
Statut CITES

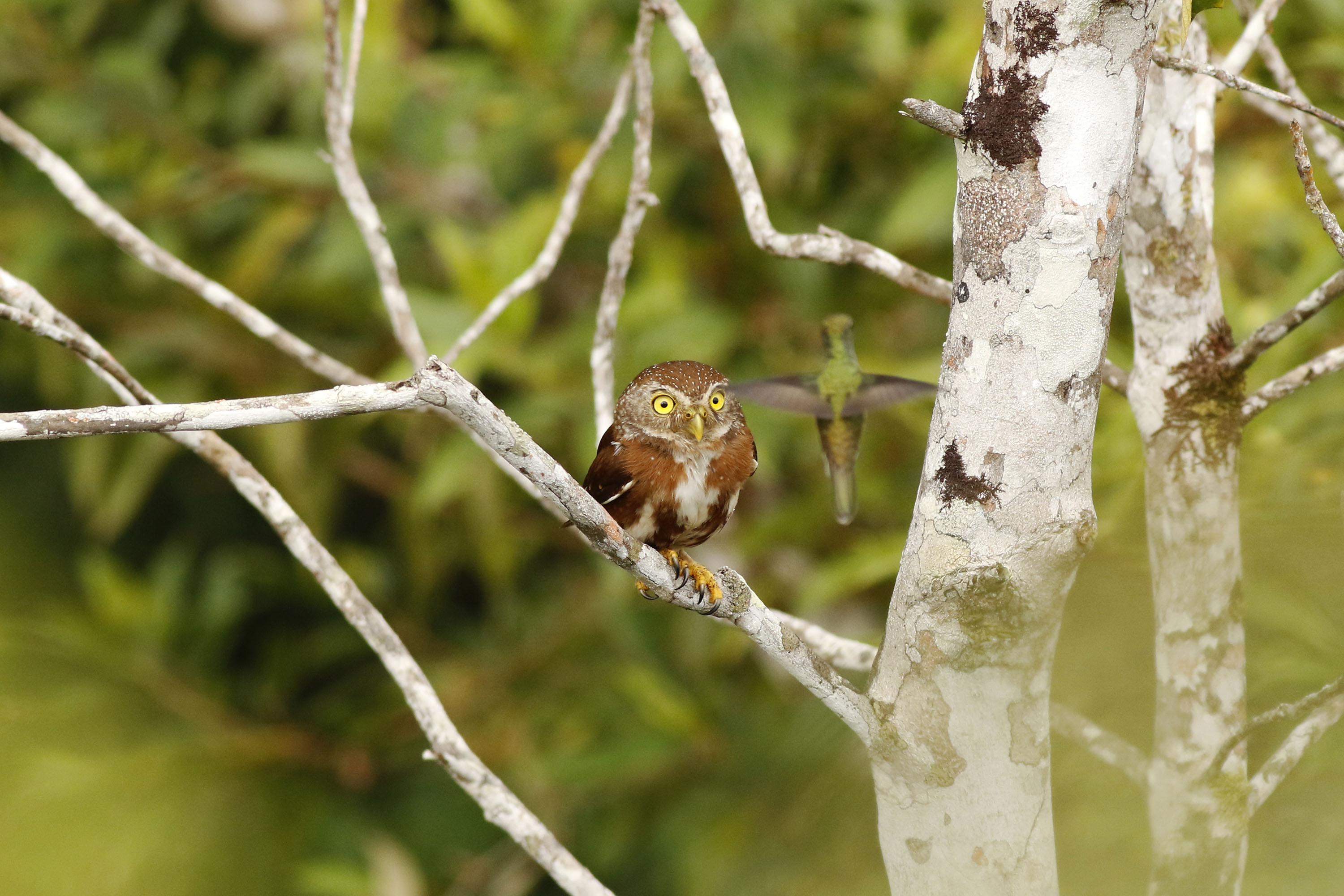
Une chevêchette cabouré.

La Chevêchette cabouré (Glaucidium minutissimum) est une espèce d'oiseaux de la famille des Strigidae.

## Description
Les chevêchettes cabouré mesurent généralement entre 14 et 15 cm de longueur et pèsent environ 50 g. Il n'y a pas de dimorphisme sexuel à proprement parler, cependant, les femelles sont plus grandes et plus lourdes que les mâles.
La tête et la calotte vont du brun au cannelle et sont parsemées de petites taches blanchâtres. Le disque facial est brun pâle et est traversé par de fines lignes couleur fauve. Les sourcils et les lores sont blancs. Comme sur la plupart des chevêchettes, une paire de taches noires bordées de blanc ressemblant à des yeux se trouvent sur la nuque. Ce sont des ocelles.
Le dos est brun et uni. Les rémiges sont brun foncé avec des taches claires. Les rectrices sont brun foncé, barrées de trois à quatre taches blanchâtres. La gorge est bordée d'une fine bande rousse et le poitrail est blanchâtre. Les parties inférieures sont claires, striées de roux sur les flancs. L'iris, les pattes et le bec sont jaune pâle. La cire est gris-jaunâtre.

## Répartition

Aire de répartition de la chevêchette cabouré.

Cette espèce vit dans l'Est du Brésil et dans l'Est du Paraguay.

## Comportement

### Habitudes
La chevêchette cabouré est un oiseau principalement diurne, quoique plutôt actif à l'aube et au crépuscule, ce qui en fait un oiseau aux mœurs crépusculaires.

### Alimentation
Cet oiseau se nourrit principalement d'insectes et de petits vertébrés.

### Habitat
Cette espèce vit dans des forêts pluviales tropicales et subtropicales, à une altitude généralement comprise entre 800 et 1 000 mètres.

### Reproduction
La reproduction des chevêchettes cabouré est peu documentée. Cependant, il semblerait que cette espèce, comme beaucoup de chevêchettes, nichent dans d'anciens trous de pic-verts.

## Statut
Bien que son habitat soit menacé par la déforestation et que le nombre d'individus de cette espèce semble décroître, l'UICN classe le statut de conservation de la chevêchette cabouré comme « préoccupation mineure ». En effet, l'aire de répartition de la chevêchette cabourée est relativement étenue et le nombre d'individus ne décroît pas assez rapidement pour que l'espèce atteigne le seuil de vulnérabilité,.